# رودولفس یورسینش
رودولفس یورسینش (لتونیایی: Rūdolfs Jurciņš؛ ۱۹ ژوئن ۱۹۰۹ – ۲۲ ژوئیهٔ ۱۹۴۸) بازیکن بسکتبال اهل لتونی بود.
وی در مسابقات کشوری و بین‌المللی در مجموع برندهٔ ۱ مدال طلا شده‌است.